# اسلیندون
اسلیندون (به انگلیسی: Slindon) یک روستا و محله مدنی در بریتانیا است که در Arun واقع شده‌است. اسلیندون ۱۲٫۸۷ کیلومتر مربع مساحت و ۵۹۵ نفر جمعیت دارد.